# Негаленія чудова
Негаленія чудова (Nehalennia speciosa) — вид бабок родини стрілкових (Coenagrionidae).

## Поширення
Вид поширений в Центральній та Східній Європі від східної частини Франції та Німеччини до Казахстану. Інша відірвана частина ареалу знаходиться на Корейському півострові та у Японії, в Хабаровському та Приморському краях Росії. Вважається вимерлим в Бельгії, Люксембурзі, Нідерландах, на півночі Данії, Словаччині, Італії та Швеції. В Україні поширений в Поліссі, Західному Лісостепу, Прикарпатті.

## Опис
Найменша бабка у фауні України. Тіло завдовжки 24-26 мм, черевце 19-25 мм, заднє крило 11-16 мм. Черевце тонке, крила короткі та широкі, прозорі. Забарвлення самця металево-зелене з блакитними сегментами. У самиць відомі дві колірні форми: одна повторює забарвлення самця, друга — бронзово-зелена, а блакитний колір замінений жовтувато-зеленим або червонувато-коричневим. Голова широка. Лоб має гострий поперечний край спереду від антен, в профіль він виглядає загостреним. Потилиця зверху темна, з вузькою світлою дугоподібною поперечною смужкою, зазвичай блакитного кольору у представників обох статей, але іноді жовтуватою у самиць. Ноги чорного або темно-сірого забарвлення. Груди і черевце на верхній стороні металево блискучі, яскраво-зеленого кольору. Птеростигма вузька, займає одну ланку. Крила прозорі, з дуже рідкісним жилкуванням. У спокої бабка тримає крила складеними. Крила в спокої не заходять за п'ятий сегмент черевця.